# Sawfish
Sawfish是一个X窗口系统下的窗口管理器。它曾经称为Sawmill, 因为另一个软件与之重名，故改为今名。Sawfish的代码使用一种类Lisp的脚本语言—rep，这使得它易于扩展。
Sawfish曾被用于GNOME桌面环境，GNOME的2.2版本后开始采用Metacity。